# Estación de Can Cuiàs
Can Cuiàs es una estación de la línea 11 del Metro de Barcelona ubicada en el término municipal de Moncada y Reixach.
La estación Can Cuiàs se puso en servicio en 2003. La parada es subterránea y está estructurada en tres niveles: los dos superiores son vestíbulos y en el inferior están las vías. El nivel más alto es un vestíbulo con acceso a pie plano desde la calle Circumval·lació (circunvalación). Este vestíbulo dispone de máquinas de venta de billetes y de puertas de control de acceso. A un nivel por debajo hay otro vestíbulo, con acceso desde la calle Les Fustes. En este vestíbulo además de las máquinas y las puertas, hay un centro de control. Por el nivel más profundo circulan los trenes. Este nivel está formado por dos vías con andenes laterales de longitud para dos coches, aunque sólo se usa la vía del lado oeste. La otra vía es para estacionar trenes de reserva y no dispone de ningún acceso abierto al público. Para enlazar los tres niveles hay dos ascensores y una escalinata.
| << cabecera   | < estación       | línea | estación > | cabecera >> |
| ------------- | ---------------- | ----- | ---------- | ----------- |
| Metro         |                  |       |            |             |
| Trinitat Nova | Ciutat Meridiana |       | terminal   | terminal    |